# Zigong
Zigong (cinese: 自贡; pinyin: Zìgòng) è una città-prefettura della Cina nella provincia del Sichuan.